# TL59
TL59 (Abkürzung für The Loop 59, wobei 59 die Breite der Bahn in Metern ist) ist die Bezeichnung eines Stahlachterbahnmodells des Herstellers Pinfari, welches erstmals 1982 ausgeliefert wurde. Sie gilt als das erste Achterbahnmodell des Herstellers mit einem Looping. Die erste Auslieferung ging an den Schweizer Schausteller Paul Doesegger.
Die 365 m lange Strecke erreicht eine Höhe von 11 m und verfügt über einen Looping.

## Züge
TL59 verfügt über zwei Züge mit jeweils zwei Wagen. In jedem Wagen können vier Personen (zwei Reihen à zwei Personen) Platz nehmen.

## Standorte
| Achterbahn                 | Betreiber                                                        | Land                         | Eröffnung               | Schließung        | Bemerkungen |
| -------------------------- | ---------------------------------------------------------------- | ---------------------------- | ----------------------- | ----------------- | --- |
| Bulldog Coaster Crazy Loop | Brean Theme Park Pleasure Island Family Theme Park Flamingo Land | Vereinigtes Königreich       | 2004 31. März 1996 1986 | 2002 1995         | Diese Auslieferung wurde bereits 1981 hergestellt und zuvor vom Schweizer Schausteller Paul Doesegger betrieben. |
| Looping                    | Family Fun Tivoli Karolinelund                                   | Irak Dänemark                | 2015 1985               | 4. September 2010 | |
| Looping                    | Hili Fun City                                                    | Vereinigte Arabische Emirate | 1985                    | 2006 oder früher  | |